# Patrycja Adamkiewicz
Patrycja Adamkiewicz, née le 11 juin 1998, est une taekwondoïste polonaise. Elle évolue dans les catégories de poids -57 kg.

## Palmarès

### Championnats du monde
- Médaille de bronze en 2021 à Riyad (Arabie saoudite), en catégorie -57 kg[1].

### Championnats d'Europe
- Médaille d'argent en 2022 à Manchester (Royaume-Uni), en catégorie -57 kg.
- Médaille de bronze en 2018 à Kazan (Russie), en catégorie -57 kg.

### Championnats d'Europe pour catégories olympiques
- Médaille de bronze en 2020 à Sarajevo (Bosnie-Herzégovine), en catégorie -57 kg.